# 广惠城际铁路
广惠城际铁路，又称广惠城际轨道交通，是中国广东省内一条连接广州市、东莞市及惠州市的城际铁路，为粤港澳大湾区城际铁路线网规划的放射线之一，与广佛环线及穗深城际铁路相衔接。
广惠城际分佛莞段和莞惠段建设。莞惠段又称莞惠城际铁路，连接东莞西站和惠州北站，于2016年3月30日开通小金口至常平东段，2017年12月28日开通常平东至道滘段，2019年12月15日开通道滘至东莞西段；尚有小金口至惠州北延长段正在建设，计划2025年完工。佛莞段又称佛莞城际铁路，连接广州的番禺站和东莞西站，于2024年5月26日开通运营。

## 线路概况
广惠城际佛莞段起自广州的番禺站，下穿屏山河、东新高速、石壁大道后，线路向东下穿飘峰和長隆野生動物世界，上跨广州地铁7号线后沿新光快速路南侧继续向东南，在榄塘村附近线路折向东，下穿广州地铁3号线、新光快速、番禺大道后，继续穿越龙美村，然后出地，沿规划的莲花大道向东行进，在官桥站附近上跨广州地铁4号线，之后一路向东，在新沙港下穿珠江狮子洋水道，出地面后线路沿西部快速干道前行，上跨倒运海水道后，接入莞惠段起点东莞西站。该段线路全长约36.681km，中途共设5站，其中地面站1个、高架站2个、地下站2个，在广州莲花山站附近设综合维修工区。
广惠城际莞惠段起自东莞西站，沿西部干道南侧高架，跨港口大道，下穿广深高速后进入东莞市区，沿莞太路前行，于新基步行街折向东沿东六路前行，向东北穿过八一路，穿过五指山出东莞市区，经寮步沿龙胜路行走，下穿石大立交进入松山湖大道，沿迎宾路进入大朗镇，沿常朗路下穿寒溪河后沿常平大道前行，下穿广深铁路与京九铁路疏解线区，过霞坑村出地面，沿常虎高速公路北侧出常平至樟木头镇，跨京九铁路沿其北侧一路向东，过崖山森林公园后进入惠州市沥林镇，经陈江、惠环、小金口等，到达终点小金口站。该段线路全长99.8km，共设置车站18座，其中高架站7座、地面站1座、地下站10座；在小金口站西侧设惠州北动车运用所，内设惠州北综合维修车间，另在沥林北站设综合维修工区。其中，常平东站至惠环站区间为CTCS-2+ATO信号系统试验段。
广惠城际莞惠北延段起自小金口站北端，沿惠州大道向北走行，下穿京九铁路后折向西，经麒麟山森林公园至倚山路，下穿小金河后，折向西南上跨倚山路，与赣深高铁并行引入惠州北站。该段线路长6.36km，中途不设车站。
广惠城际全线设计速度200km/h，站站停列车全程运行时间约2.5小时，大站快车全程运行时间约1.5小时。

广惠城际铁路实际走向图，含在建的北延段

## 历史

### 规划及建设

#### 莞惠段

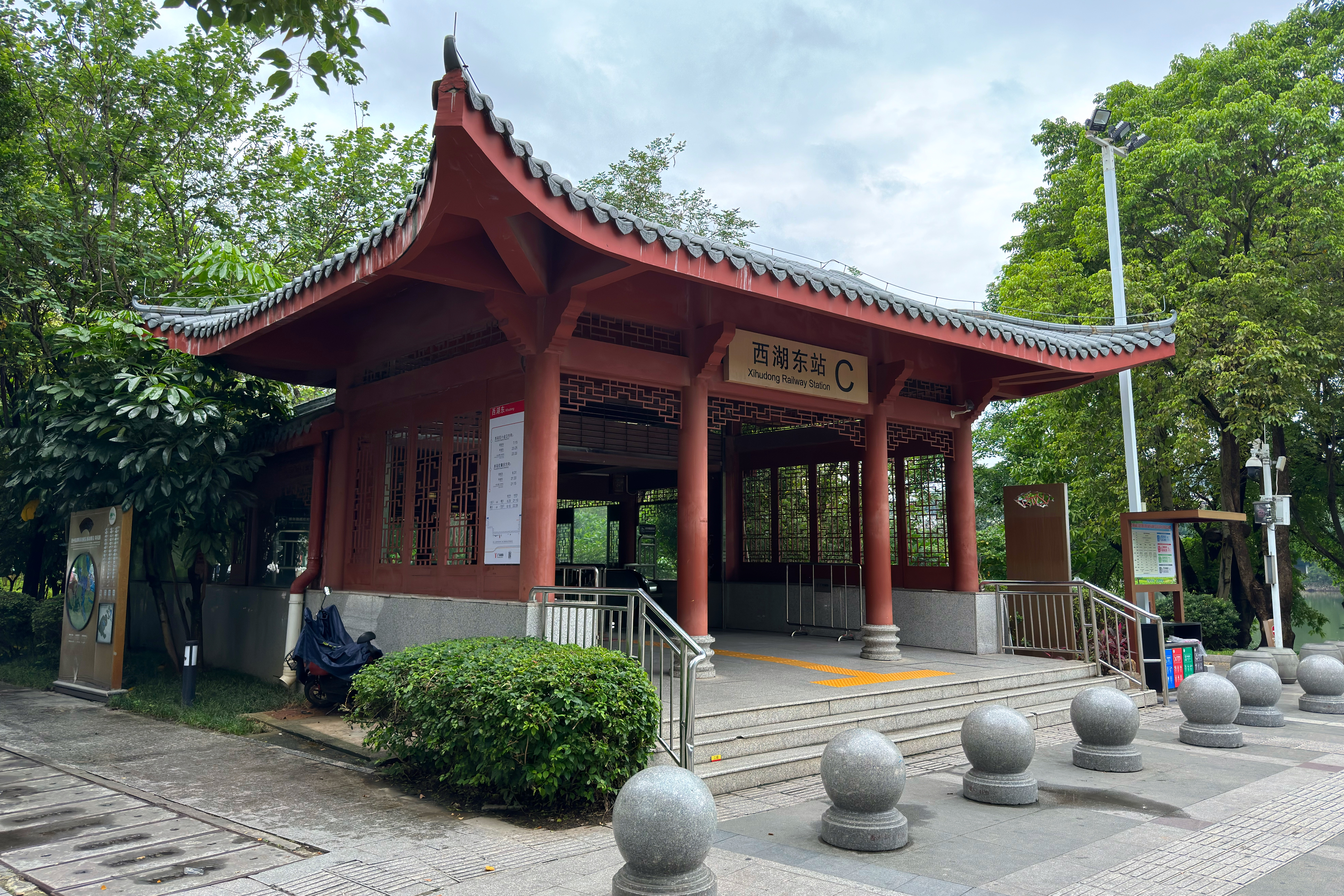
建于惠州西湖旁的西湖东站C出入口

2003年，广东省完成编制《珠江三角洲经济区城际快速轨道交通线网规划》并上报国家层面审批，当中包含东莞至惠州的线网放射线。2005年3月，线网规划获国务院审议通过，当中提及在2020年建成东莞至惠州全长89公里的城际轨道交通线。2006年，惠州开始公示《惠州市区综合交通规划（2005-2020）》，当中规划由河南岸至谢岗的莞惠城际轨道，并与东莞3号线对接，远景规划东延至惠东。
2008年12月，广东省发改委批复同意建设莞惠城际轨道交通项目。2009年，项目环评报告、可研报告和初步设计方案均获批复同意:1。当年5月8日，线路在东莞常平和惠州惠环同时举行开工仪式。该线路方案中，线路起于穗莞深城际洪梅站，在东莞市境内先后经道滘、东城、南城、寮步、大朗、常平、黄江、樟木头、谢岗，进入惠州市经沥林、陈江、惠环和惠州市市区，下穿西湖、东江后沿水北五路转向北进入惠州大道，至线路终点惠州大道站:57；西端与穗莞深城际共线运营至广州地铁5号线鱼珠站。由于报批线路长度99.5km，已临近广东省发改委不超过100km的申报范畴，故惠州段终点惠州大道和客运北站停车场之间的客运北站（现小金口站）仅作预留，待日后条件许可再申报。
2010年8月，铁道部开始介入珠三角城际铁路建设，随后线路一度停工数月，重新开始设计:2。复工后线路标准、线位及车站设置上均有较大变化：线路起点由洪梅站移至望洪站（现东莞西站），与穗莞深城际十字交叉，不通过并线穗莞深城际进入广州市区，而是通过另行修建至琶洲的联络线（现琶莲城际）达成目标；道滘至常平段应地方政府要求由高架调整为地下；常平至沥林段为节省投资及减少影响生态，而改为沿常虎高速公路及京九铁路并行；沥林至终点段应当地政府及减少影响西湖的要求，由高架调整为地下；终点由预留的客运北站调整为非预留的惠州客运北站（现小金口站）；线路横向位移超出200米的累积长度为61.2公里，占原正线长度的62.1%；设计速度由140km/h调整为200km/h，用车由使用6编组城际A型车调整为8编组CRH6型动车组:88-95。
2011年，由于东莞方面反对，穗莞深城际与莞惠城际在望洪站的东北联络线被取消。同年甬台温铁路列车追尾事故发生后，国家严格控制铁路投资，本线工程亦受到影响。
2013年10月，莞惠城际位于东莞道滘和南城的首个标段完工。2014年5月，莞惠城际谢岗至沥林区间开始电气化工程施工。同年8月，莞惠城际惠州段完成高架桥架梁。同年11月，谢岗至惠环段开始铺轨。
2015年1月，《东莞至惠州城际轨道交通项目环境影响评价信息第二次公示》正式对外发布。同年6月，因线路较此前报批方案有重大变更而未重新报批环境影响评价，广东省环保厅责令停止莞惠城际建设。在补齐相关手续后，线路复工。
2015年6月16日，莞惠城际常平东至惠环段开始实车动态调试；惠环至小金口段亦于同年12月8日开始通电调试。
2016年3月14日，莞惠城际常平东至小金口段通过由中国铁路总公司和广东省人民政府有关单位共同组成验收委员会的初步验收。3月18-22日，中国铁路总公司安监局组织开展对该段的安全评估工作。

#### 佛莞段

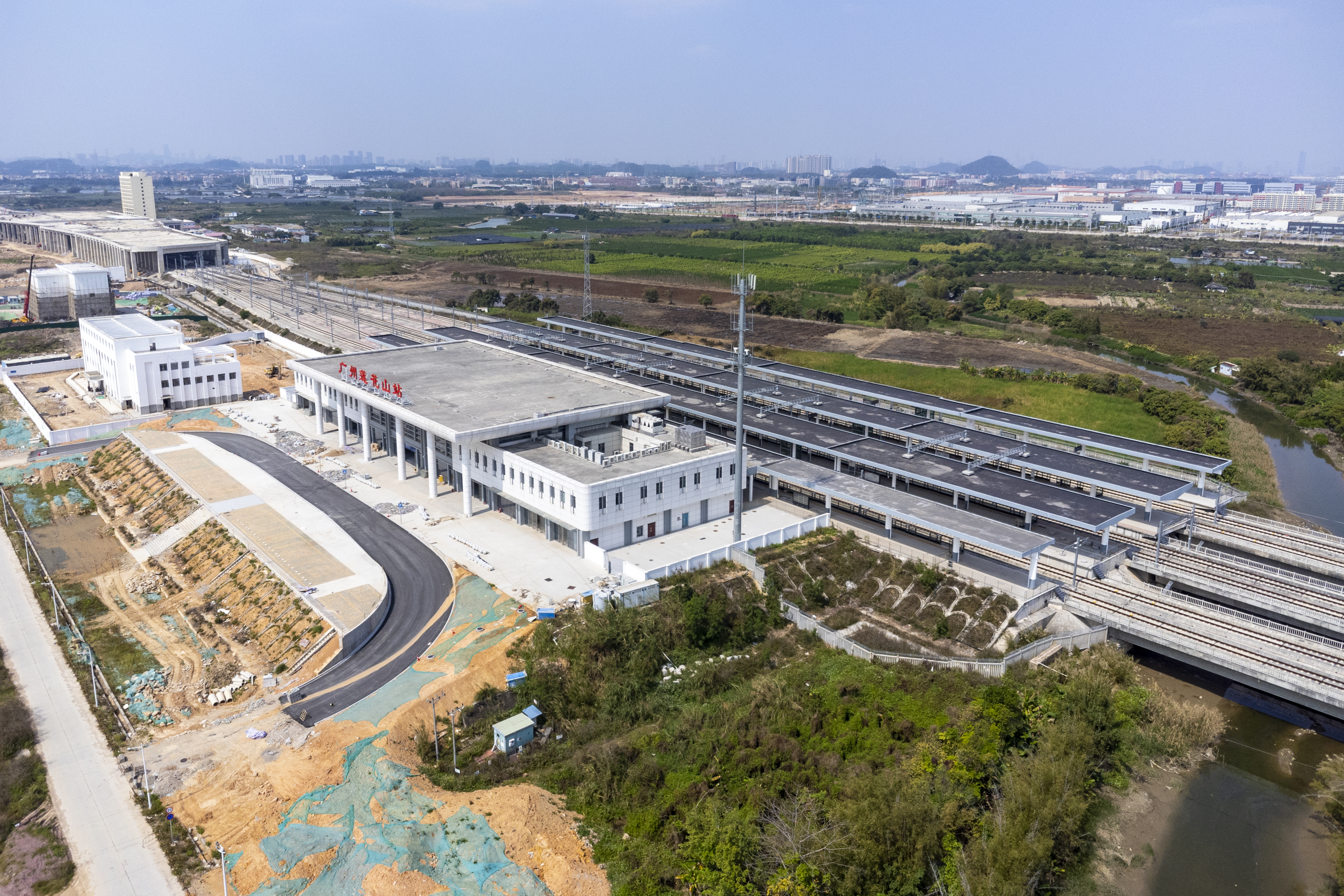
启用前的广州莲花山站

2003年，广东省完成编制《珠江三角洲经济区城际快速轨道交通线网规划》并上报国家层面审批，当中包含顺德经番禺至东莞，用于连接广深和广珠两条城际铁路的联络线。2008年，广东省政府修编珠三角城际轨道交通网规划，当中加入广佛环线的规划，原联络线中顺德至番禺一段纳入该线。2011年，佛山市发布“十二五”交通发展规划，当中明确佛莞城际在佛山境内与广佛环线共线。
2012年，线路开始环评公示。2013年4月，线路开始第三次环评公示。相较前两次公示，是次公示的投资预算总额增加了近18亿元；科技园站替换为番禺大道站（现东环站）；线位避开了莲花山风景区，同时新增建设长约10,500米的隧道下穿香江野生动物世界。同年12月，线路开始第四次环评公示，公示方案中项目总投资额减少了9亿元。
2014年12月30日，佛莞城际举行动工仪式。2017年5月6日，线路首片箱梁成功浇筑。
2018年12月29日，番禺至广州长隆右线盾构隧道贯通，为中国大陆单头大直径盾构掘进最长纪录。2019年12月17日，狮子洋隧道全线贯通。2020年6月，随着长隆隧道贯通，佛莞城际全线隧道实现贯通。
2022年9月6日，佛莞城际铁路顺利完成冷滑检测试验。2023年11月2日，佛莞城际接触网开始送电。11月4日，钢轨打磨完成。12月9至10日，完成接触网热滑试验。
2024年2月22日，佛莞段通过静态验收，进入动态验收阶段。3月26日，线路开始试运行。4月23日至25日，广佛环线南环段与佛莞城际开展运营安全评估。

#### 莞惠北延段
2008年，广东省政府修编珠三角城际轨道交通网规划，提及远期将广州至惠州城际向北延伸至河源，以加强珠三角与粤东地区的连接。2009年，当局成立惠州至河源城际项目筹备组，开展线路前期筹备事宜。莞惠城际小金口站，亦预留了继续向北延伸的条件。但此后该延伸计划无公开进展，河源则被纳入赣深高铁的覆盖范围。
为完善惠州北站片区的交通接驳，惠州当局于2018年3月宣布开展莞惠城际延长线（莞惠城际小金口站至赣深高铁惠州北站）前期研究工作。2020年3月，莞惠城际北延项目获列入广东省和惠州市该年度的重点建设项目。
2020年6月15日，惠州市发展和改革局公示了《莞惠城际小金口至惠州北段项目社会稳定风险分析公众参与公示》，提及莞惠城际将延伸6,907米至惠州北站，中途设置小金口北站。7月30日，国家发展改革委批复《粤港澳大湾区（城际）铁路建设规划》，当中将莞惠城际小金口至惠州北段列入近期建设项目。9月9日，惠州市发展和改革局再发布线路社会稳定风险评估前公示，披露北延路段的具体走向。相较此前的规划，该版走向取消了小金口北站，改为由小金口站一站直达惠州北站，长度则缩短为6,356米。
2021年5月13日，莞惠城际北延段正式动工建设，计划工期为3.5年。线路于2022年1月16日始发首台盾构，8月进入主体施工阶段，2023年6月6日实现右线盾构区间贯通，2024年11月25日开始铺轨，同年12月完成土建施工。
2025年3月31日，北延段开始静态验收工作；随后于6月12日开始联调联试，7月17日通过初步验收。

### 开通运营

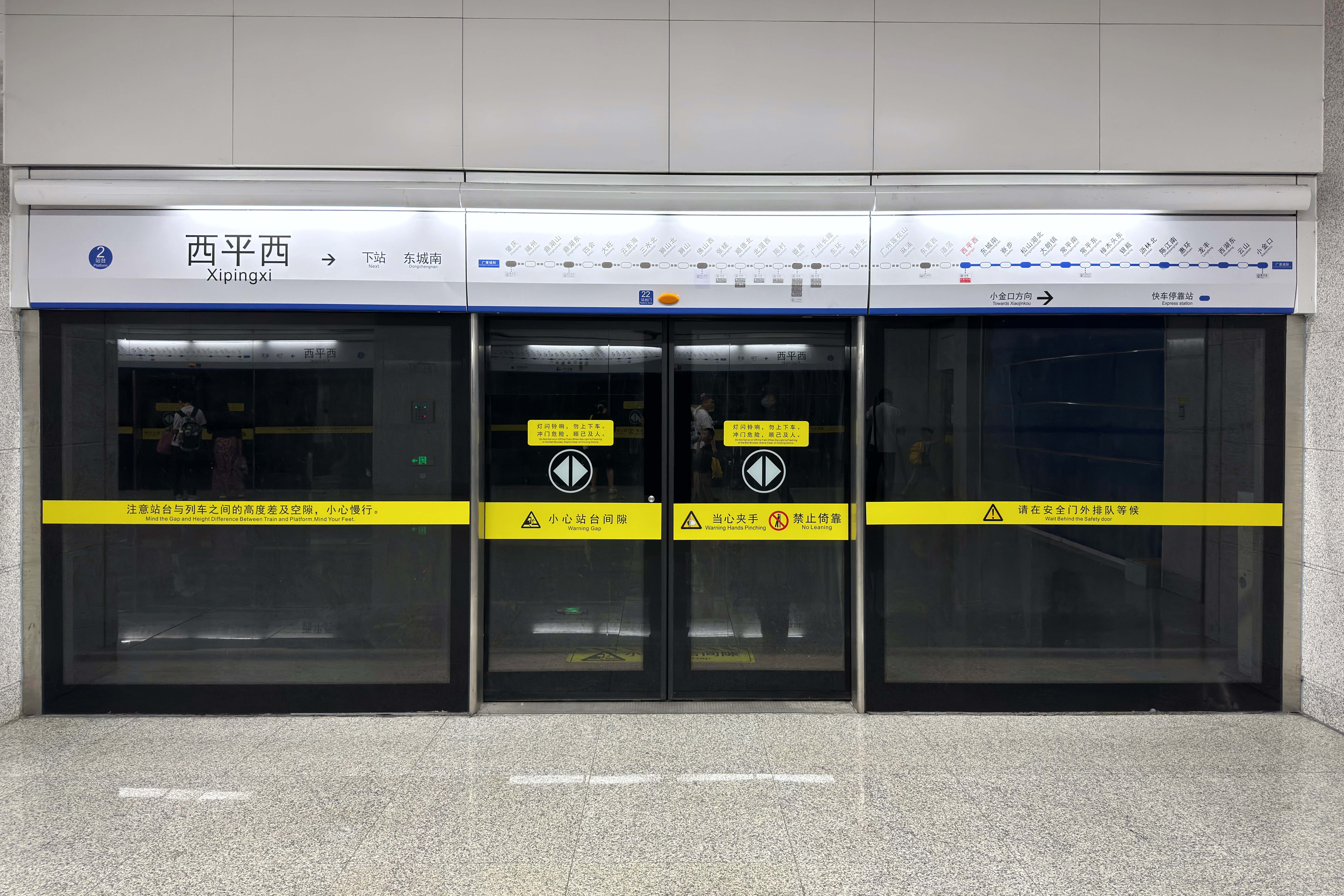
西平西站屏蔽门

2016年3月30日，小金口至常平东段通车。2017年12月28日，常平东至道滘段开通运营，惟列车需通过未开通办客的东莞西站折返。2019年12月15日，东莞西站开通。
2023年11月1日，广东城际铁路运营有限公司获得广惠城际东莞西站至小金口站段的运营许可。2024年1月22日晚，广东城际完成广肇、广惠两条城际铁路已开通区段的运营权交接工作，并于1月23日开始运营上述线路。
2024年5月22日，广东城际公司再获得广惠城际番禺站（不含）至东莞西站（不含）段的运营许可。同月26日12时，佛莞段正式开通运营。

## 車站及接駁路綫
| 站名                                                     | 里程 （公里）          | 里程 （公里）          | 特快                   | 快车                   | 换乘路线                                                                            | 所在區域               | 所在區域               | 啟用日期               | 车站形式               |
| 站名                                                     | 站间                   | 累计                   | 特快                   | 快车                   | 换乘路线                                                                            | 所在區域               | 所在區域               | 啟用日期               | 车站形式               |
| 廣惠城際铁路（北延段）                                   | 廣惠城際铁路（北延段） | 廣惠城際铁路（北延段） | 廣惠城際铁路（北延段） | 廣惠城際铁路（北延段） | 廣惠城際铁路（北延段）                                                              | 廣惠城際铁路（北延段） | 廣惠城際铁路（北延段） | 廣惠城際铁路（北延段） | 廣惠城際铁路（北延段） |
| -------------------------------------------------------- | ---------------------- | ---------------------- | ---------------------- | ---------------------- | ----------------------------------------------------------------------------------- | ---------------------- | ---------------------- | ---------------------- | ---------------------- |
| 惠州北                                                   |                        |                        |                        |                        | 惠州北站                                                                            | 惠州市                 | 惠城區                 | 建设中                 | 地面四线双岛式站台     |
| 廣惠城際铁路                                             |                        |                        |                        |                        |                                                                                     |                        |                        |                        |                        |
| 小金口                                                   | 5                      | 140                    | ●                      | ●                      | 惠州站                                                                              | 惠州市                 | 惠城區                 | 2016年3月30日          | 地下四线一岛双侧式站台 |
| 云山                                                     | 3                      | 135                    | ｜                     | ●                      |                                                                                     | 惠州市                 | 惠城區                 | 2016年3月30日          | 地下两线单岛式站台     |
| 西湖東                                                   | 3                      | 132                    | ｜                     | ●                      |                                                                                     | 惠州市                 | 惠城區                 | 2016年3月30日          | 地下两线单岛式站台     |
| 龙丰                                                     | 5                      | 129                    | ｜                     | ｜                     |                                                                                     | 惠州市                 | 惠城區                 | 2016年3月30日          | 地下两线单岛式站台     |
| 惠环                                                     | 5                      | 124                    | ｜                     | ｜                     |                                                                                     | 惠州市                 | 仲恺高新区             | 2016年3月30日          | 高架四线双侧式站台     |
| 陈江南                                                   | 12                     | 119                    | ｜                     | ●                      |                                                                                     | 惠州市                 | 仲恺高新区             | 2016年3月30日          | 高架两线双侧式站台     |
| 沥林北                                                   | 8                      | 107                    | ｜                     | ｜                     |                                                                                     | 惠州市                 | 仲恺高新区             | 2016年3月30日          | 地面四线双侧式站台     |
| 银瓶                                                     | 5                      | 99                     | ｜                     | ｜                     |                                                                                     | 东莞市                 | 谢岗镇                 | 2016年3月30日          | 高架两线双侧式站台     |
| 樟木头东                                                 | 7                      | 94                     | ｜                     | ｜                     |                                                                                     | 东莞市                 | 樟木头镇               | 2016年3月30日          | 高架两线双侧式站台     |
| 常平东                                                   | 4                      | 87                     | ｜                     | ｜                     | 东莞东站                                                                            | 东莞市                 | 常平鎮                 | 2016年3月30日          | 高架四线双侧式站台     |
| 常平南                                                   | 6                      | 83                     | ｜                     | ●                      |                                                                                     | 东莞市                 | 常平鎮                 | 2017年12月28日         | 地下两线单岛式站台     |
| 大朗鎮                                                   | 6                      | 77                     | ｜                     | ｜                     |                                                                                     | 东莞市                 | 大朗镇                 | 2017年12月28日         | 地下四线单岛式站台     |
| 松山湖北                                                 | 6                      | 71                     | ｜                     | ●                      |                                                                                     | 东莞市                 | 寮步鎮                 | 2017年12月28日         | 地下两线单岛式站台     |
| 寮步                                                     | 9                      | 65                     | ｜                     | ｜                     |                                                                                     | 东莞市                 | 寮步鎮                 | 2017年12月28日         | 地下四线双侧式站台     |
| 东城南                                                   | 3                      | 56                     | ｜                     | ｜                     | 东城南站：东莞轨道交通1号线                                                         | 东莞市                 | 东城街道               | 2017年12月28日         | 地下两线单岛式站台     |
| 西平西                                                   | 10                     | 53                     | ●                      | ●                      | 西平站：东莞轨道交通2号线                                                           | 东莞市                 | 南城街道               | 2017年12月28日         | 地下两线单岛式站台     |
| 道滘                                                     | 4                      | 43                     | ｜                     | ｜                     |                                                                                     | 东莞市                 | 道滘镇                 | 2017年12月28日         | 高架两线双侧式站台     |
| 东莞西                                                   | 6                      | 39                     | ｜                     | ●                      | 穗深城际 东莞西站：东莞轨道交通1号线                                                | 东莞市                 | 洪梅鎮                 | 2019年12月15日         | 高架四线双岛式站台     |
| 麻涌                                                     | 9                      | 33                     | ｜                     | ｜                     |                                                                                     | 东莞市                 | 麻涌镇                 | 2024年5月26日          | 高架两线双侧式站台     |
| 广州莲花山                                               | 5                      | 24                     | ｜                     | ●                      | 琶莲城际 莲花站：广州地铁8号线                                                      | 广州市                 | 番禺区                 | 2024年5月26日          | 地面六线双岛双侧式站台 |
| 官桥北                                                   | 9                      | 19                     | ｜                     | ｜                     | 官桥站：广州地铁4号线                                                               | 广州市                 | 番禺区                 | 2024年5月26日          | 高架两线双侧式站台     |
| 东环                                                     | 4                      | 10                     | ｜                     | ｜                     |                                                                                     | 广州市                 | 番禺区                 | 2024年5月26日          | 地下两线双侧式站台     |
| 广州长隆                                                 | 6                      | 6                      | ｜                     | ●                      | 汉溪长隆站：广州地铁3号线、广州地铁7号线                                            | 广州市                 | 番禺区                 | 2024年5月26日          | 地下三线一岛一侧式站台 |
| 番禺                                                     | -                      | 0                      | ●                      | ●                      | 广州东环城际 广州南站 ：广州地铁2号线、广州地铁7号线、广州地铁22号线、佛山地铁2号线 | 广州市                 | 番禺区                 | 2024年5月26日          | 地下四线一岛双侧式站台 |
| ↓ 途經广肇城际（广佛南环段）佛山西站直通至广肇城际肇庆站 |                        |                        |                        |                        |                                                                                     |                        |                        |                        |                        |
| 註釋                                                     |                        |                        |                        |                        |                                                                                     |                        |                        |                        |                        |
| - 所有以斜体标识的线路和车站均未开通。                   |                        |                        |                        |                        |                                                                                     |                        |                        |                        |                        |

## 使用車輛

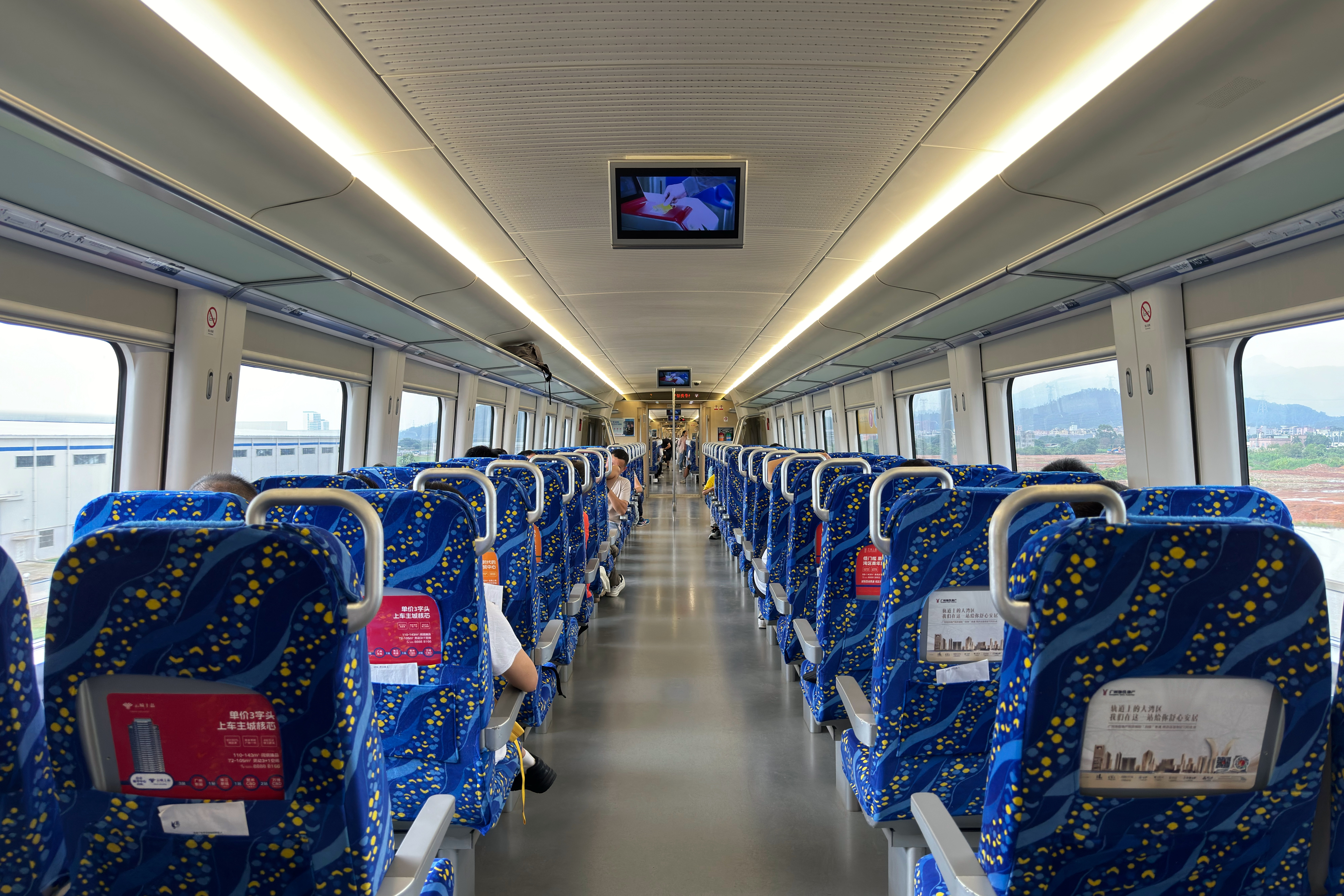
CRH6A-0603列车内部

广惠城际最初规划时，拟使用6编组市域A型车运营，其中站站停列车最高时速140km/h、大站停列车最高时速200km/h:3,67。2009年12月，广东铁投、广东东南城际公司与南车浦镇签署车辆采购合同，东南城际公司将为莞惠城际和穗莞深城际采购32列電力動車組，浦镇亦成为中国大陆首个城际轨道交通列车供应商。此后，西门子交通与南车浦镇签署合作协议，西门子交通将为浦镇提供西门子Desiro ML平台技术，用以生产相关城际车型。
2010年铁道部介入珠三角城际项目后，为满足与国铁线路互通的条件，本线用车改为8编组和谐号CRH6型电力动车组。车辆继续由南车浦镇提供，并在子公司广东南车（现为中车四方子公司中车广东）生产。配属莞惠城际的首列CRH6A型列车于2015年9月交付。目前，本线使用与广肇城际铁路共用的CRH6A和CRH6F型列车行走。

## 行车安排

### 现时

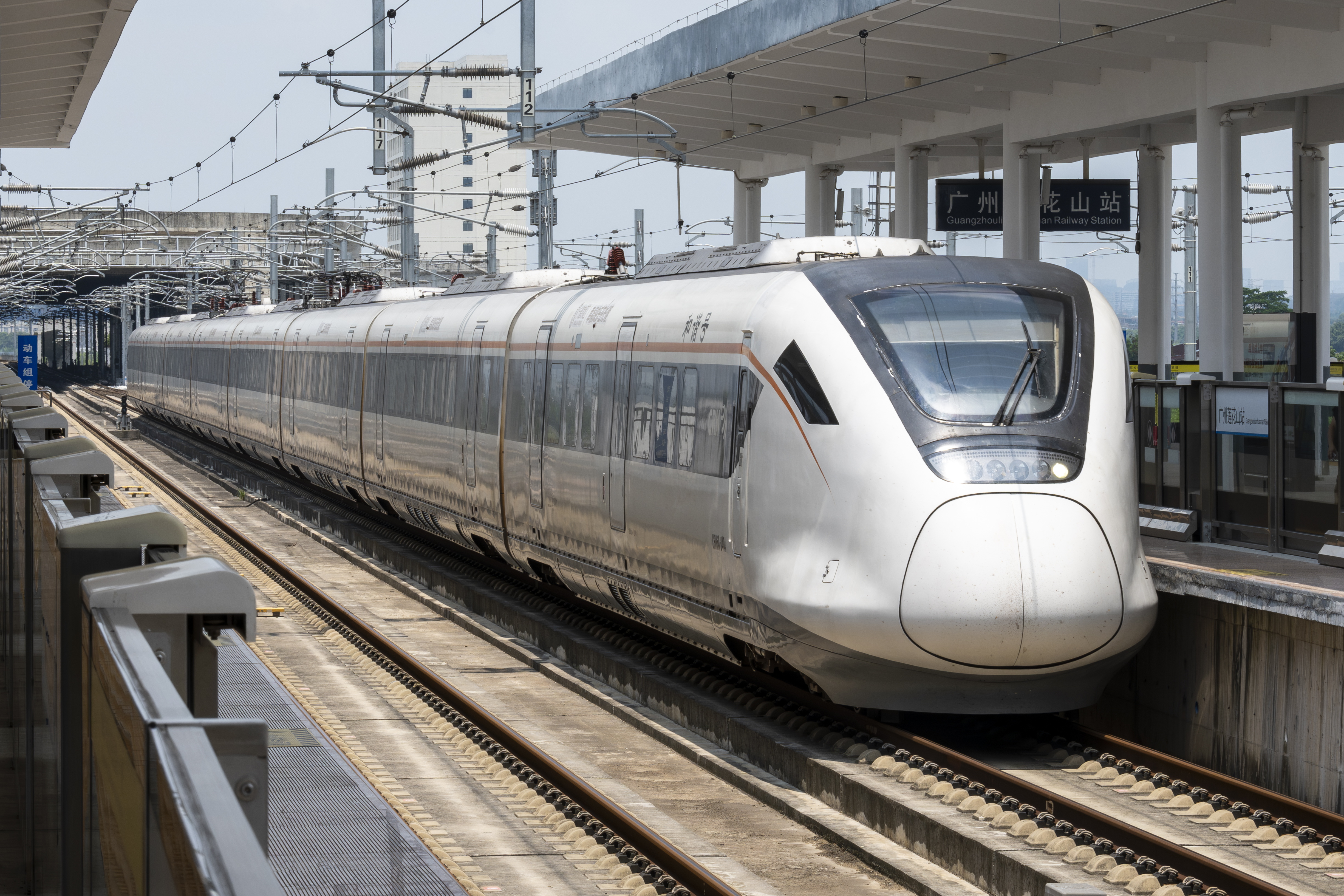
CRH6A-0604担当的C7521次站站停列车驶入广州莲花山站

自2025年5月28日起，广惠城际除部分班次外，全日多数时间采取如下行车交路：
- 肇庆 ⇋ 小金口：站站停，与广肇城际贯通运营。
- 肇庆 ⇋ 小金口：大站快车，与广肇城际贯通运营，全程用时约174分钟；广惠段中途仅停番禺、广州长隆、广州莲花山、东莞西、西平西、松山湖北、常平南、陈江南、西湖东、云山、小金口站。
- 肇庆 ⇋ 小金口：特快车，与广肇城际贯通运营，全程用时约134分钟，共开行13列；广惠段中途仅停番禺、西平西、小金口站。

### 调整历程

#### 国铁时期

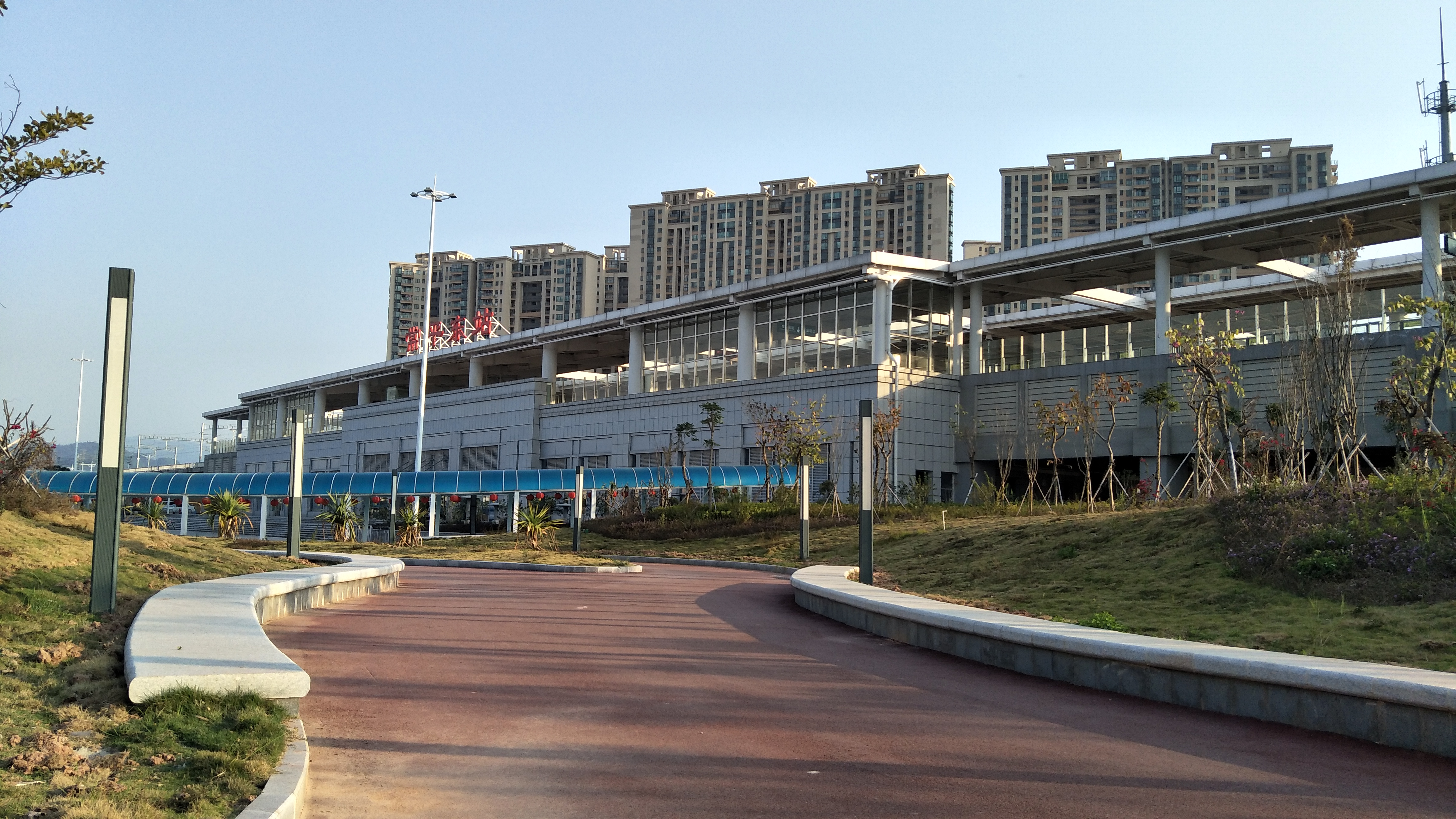
常平东站站房

线路开通时委托广铁集团运营。初期日常开行16对列车，在节假日客流高峰期增开至22对动车组列车，运营时间为6时30分至22时，全程需用时70分钟。
2016年7月1日起，本线开始实施新的运行图。调图后，车辆运行速度提升，同时增开中途仅停靠西湖东站和仲愷站的“大站停”列车，全程运行时间最快可达34分钟。
2017年4月25日，莞惠城际取消大站快车，并增开早中晚时段的列车。2017年12月28日，常平东至道滘段正式开通运营，莞惠城际列车也同时实施新运行图，设有“站站停”、“择站停”和只停仲恺、常平东和常平南的“大站停”三种车次，全程运行时间最快74分钟。2018年4月10日起，莞惠城际所有车次恢复“站站停”模式，且工作日和周末将使用不同的运行图。
2020年9月26日起，本线采取“6+2”的交错停站模式，即西平西、松山湖北、大朗鎮、常平南、常平东、仲恺、西湖东、云山等8個主要客流大站停靠其中6個、其餘8個小站停靠其中兩個。列车全程运行时间縮短至約75分鐘。

#### 广东城际时期

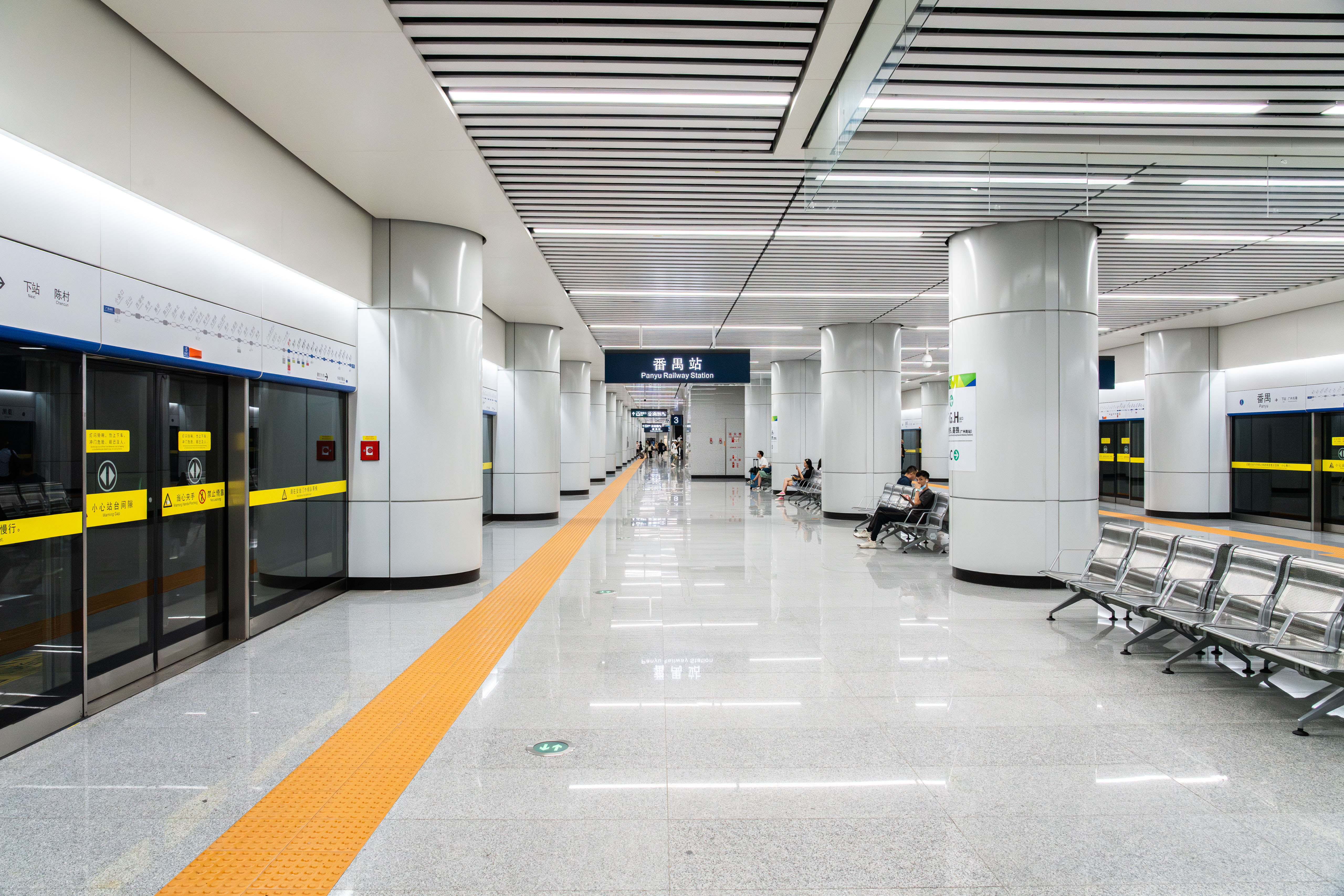
番禺站站台

2024年1月23日，广东城际开始运营广惠城际铁路。此后本线逐步采用当日车票不限车次均可乘车的公交化运营模式。
2024年3月1日，广东城际调整广惠城际莞惠段运行图，系接管运营后首次调整。新运行图中，小金口往佛山西方向全天运营时间增加约1.5小时，同时改用“站站停+大站快车”方式，大站快车中途仅停靠陈江南、常平南、松山湖北、西平西四个车站。调图后，每日开行80列车，较调整前增加41列；大站停列车单程旅行时间为59分钟，站站停列车单程旅行时间为94分钟。
2024年3月12日，广东城际再根据上次调图后实际运营情况调整运行图。新图中，列车开行数量减至69列，行车时间延长约7-10分钟，大站停列车增加停靠西湖东站。
2024年5月26日佛莞段开通后，广惠城际开始与广佛南环城际和广肇城际贯通运行，每日图定开行86列车。7月1日，广惠城际与广肇城际运行图再调整。除增加云山及广州莲花山为大站快车站、取消站站停小交路外，还细化运行图为工作日和周末两版。调图后广惠城际在周末的大站快车行车间隔大幅压缩至约55分钟。2025年5月28日起，广惠、广肇城际之间首次开行特快列车，中途各市仅停靠一站。

## 票务
广惠城际以“公交化”模式营运，车票当日有效，不限乘车车次、不对号入座。线路支持铁路12306系统和城际铁路公交化多元支付票务系统购票乘车。

### 铁路12306
乘客可在铁路12306网站和客户端购票乘车，均售卖无座票。同时支持铁路e卡通乘车。
本线曾支持中铁银通卡及支付宝乘车码乘车；惟线路移交广东城际运营后，陆续在2024年5月停用。

### 公交化多元票务系统
广惠城际于2024年5月15日开始支持广东城际的城际铁路公交化多元支付票务系统。乘客可使用普通羊城通、嶺南通、全國交通一卡通等实体交通卡或广州地铁手机应用程序内的城际乘车码乘车。乘客需事先通过广州地铁APP（限乘车码）或站内自助客服终端（限交通卡）进行实名制登记及人脸核验。入闸后最多可在付费区停留360分钟（6小时），如超过时限，须额外按出闸站城际线网单程最高票价缴交超时车费。公交化多元支付票务系统暂不支持购买儿童优惠票、学生优惠票及各类优待票。
2025年6月20日，广州地铁APP于本线推出“计次票”和“定期票”两种优惠票种，即90天内支付18次费用可乘坐20次的计次票及30天内支付34次费用，最多乘坐42次的定期票。上述票种均限定乘车区间，不可变更。

### 票价
广惠城际票价标准为0.66元/公里（10公里起计）。现时常态执行约9折的优惠；此前亦曾推出不同优惠措施，以吸引民众乘坐。

## 利用状况

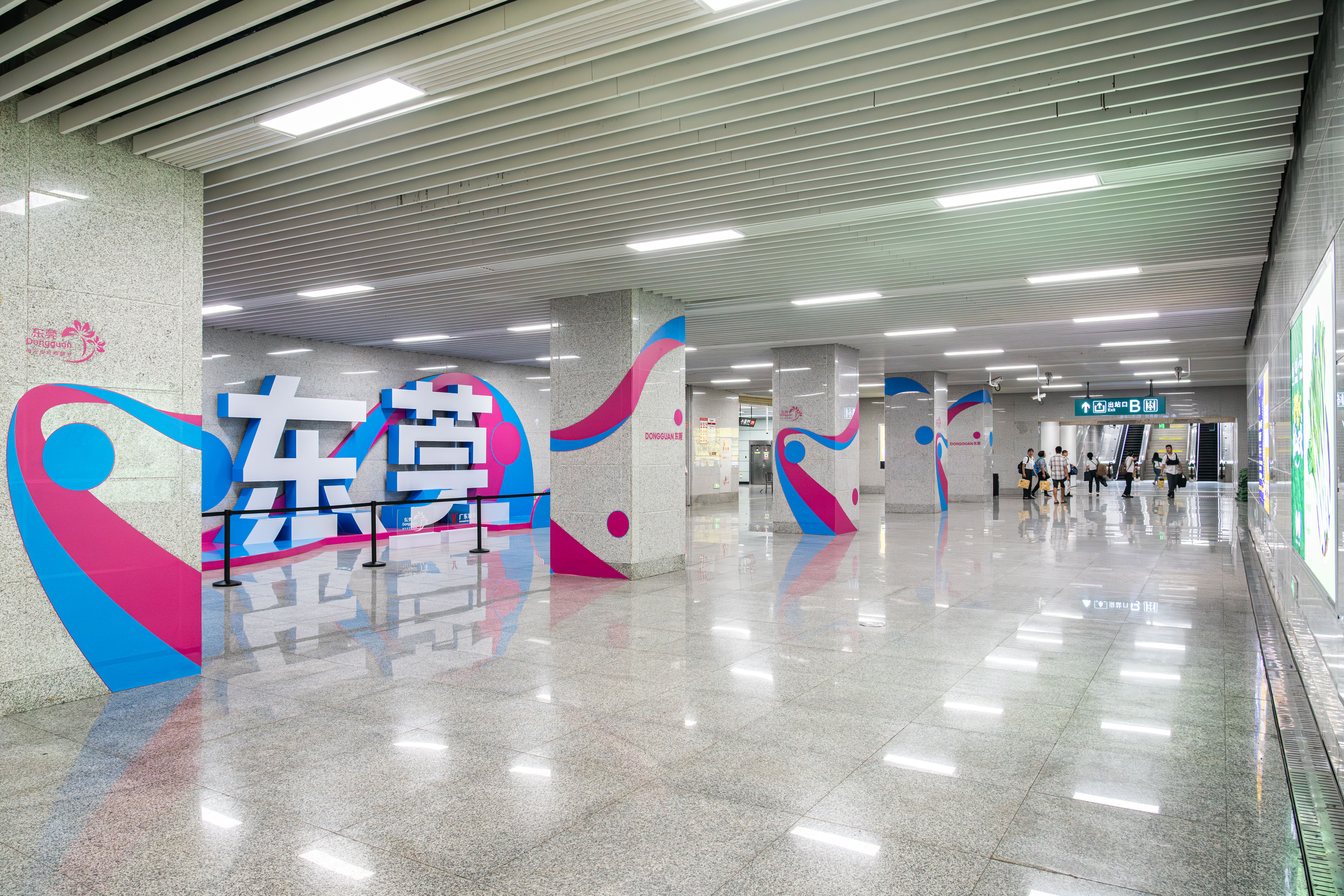
西平西站与东莞轨道交通西平站的联络通道。该站系广惠城际客流量最大的车站。

本线开通初期，因全线未开通，部分站点远离人口密集区且交通接驳不便，加上运行时间长、价格偏贵，导致工作日客流量偏低。
随着线路起步价格下调、运行速度提升，客流有所上升。2017年全年，线路共发送旅客228.3万人次。同年12月线路延长及运行图优化后，客流大幅提高；2018年上半年客流和票务收入同比增长138%和236%。2023年全年发送旅客约1,160万人次；其中4月30日客流87,772人次，创下开通以来新高。
2024年5月佛莞段开通及与广肇城际贯通运营后，线路客流继续攀升。紧接着的端午小长假，本线客流达到高峰，6月10日假期最后一天，广惠城际与广肇城际合计客流达创纪录的19.7万人次；但现有配车数有限，上线班次无法满足高峰期突然增加的客流需求，导致小长假期间多站积压了大量乘客。贯通一年内，两线合计的日均客流约8.4万人次，当中工作日约5万人次，节假日约20万人次。从旅途路径看，于广惠段乘车的客流占两线77%，当中客流集中于来往东莞市内及来往东莞和广州间，占两线47%；而分时段客流中，工作日早晚高峰通勤客流占比约32%。

## 争议

### 建设事故
莞惠段建设期间大小事故频传。施工方曾多次钻穿供水和燃气主管道，导致大片民众受影响；而有媒体统计，在线路施工短短数年内更发生过超二十次地陷、房屋开裂事故，其中2015年8月在东莞常平，同一地更连续两天发生塌陷，造成一名施工人员遇难。除地质环境恶劣外，有专家指出线路投资不足是施工事故频发的根本原因。

### 佛莞段开通延宕
佛莞段于2020年已基本建成，但因运营权交割等一系列问题进展缓慢，导致线路开通时间一拖再拖。在广东省审计厅发布的2022年度审计报告中，点名涉及项目总投资310亿元的广佛南环城际和佛莞城际完工长达两年仍未投入运营，未及时发挥经济社会效益。2023年，在广东省政府和国家发改委的协调下，珠三角城际与广州局集团达成9月底实现线路接入东莞西站的目标。最终在2024年5月26日，佛莞段开通运营。

## 未来发展

### 北延段建设
广惠城际东端将继续向北延伸一站至惠州北站，使得乘客可通过本线前往北站乘坐赣深高铁的列车。该段正在建设中，将于2025年建成通车。

### 莞惠段改造
莞惠段2016年开通至今，站台屏蔽门的激光探测系统因故一直未启用，导致如有旅客滞留在屏蔽门和列车间缝隙时，系统不会报警并扣停列车，故长期需人工确认安全后再操作关门，行车效率低下。
2025年1月，广东城际发布招标公告，计划更新改造莞惠段站台门和部分车站的激光探测装置，以期解决上述问题；同时对各站站台门、线路信号系统和惠州城际动车所设施进行改造，使得4编组列车可进入本线服务。